# Euro Connection
Euro Connection er det første fællesalbum, som Gilli og Branco har udarbejdet sammen. Det blev udgivet den 5. februar 2020 via Sony Music.
Den 28. oktober 2019 skrev Soundvenue, at albummet ville udkomme 31. december 2019, hvilket var en dato, særligt Gilli havde været kendt for udgive musik på: ‘Langsom’ i 2017 og ‘Kolde nætter’ i 2018.

## Modtagelse

### Anmeldelser
Albummet modtog varierende anmeldelser i de danske medier.
Mest positiv var Jens Dræby fra GAFFA, der tildelte albummet fem ud af seks stjerner. Han mente, at der var en synergi mellem “[...] Brancos tyngde og Gillis sensibilitet for ørefængende sang [...]. Anmelderen mente, at produceren Nicki Pooyandeh sørgede for at udfordre den traditionelle opfattelse af rapmusik, og han fremhævede i den forbindelse sangen 'LA DANZA', der er et remake af Danseorkestrets 'Regndans'.
Niels Jul Bruun fra Soundvenue mente samlet set om albummet, at "selvom ‘Euro Connection’ ikke når niveauet fra Gilli og Brancos respektive soloalbum, viser det, at vi har at gøre med to af Danmarks bedste og største rappere lige nu" og tildelte på den baggrund albummet fire ud af seks stjerner.
Thomas Treo fra Ekstrabladet var mest kritisk over for albummet. Han mente, at “i vanlig, dårlig stil virker det, som om gutterne har rejst sig fra sofaen for lige at sælge noget junk til ungdommen efter at have genset ’Narcos’ på Netflix“, og han kritiserede særligt rappernes retorik, som han fandt "dræbende". Ydermere argumenterede han for, at "deres discountvarer gør dansk musik fattigere" og kvitterede med to ud af seks stjerner.

### Priser
Albummet vandt prisen for Årets danske album ved Danish Music Awards foran album som Kesis BO4L, Claras Growing Up Sucks og Stepz' Stepzologi.

## Spor
| 1.    | "INTRO"                              | Nicki Pooyandeh | 1:44 |
| 2.    | "BACK TO BUSINESS"                   | Nicki Pooyandeh | 3:17 |
| 3.    | "NAPOLI"                             | Nicki Pooyandeh | 2:54 |
| 4.    | "EAZY"                               | Nicki Pooyandeh | 3:54 |
| 5.    | "BELIEVER" (featuring Nafe Smallz)   | Nicki Pooyandeh | 3:09 |
| 6.    | "LEVEL UP"                           | Nicki Pooyandeh | 2:51 |
| 7.    | "MURDA"                              | Nicki Pooyandeh | 2:07 |
| 8.    | "MON CHERI" (featuring Amina)        | Nicki Pooyandeh | 2:27 |
| 9.    | "LA DANZA"                           | Nicki Pooyandeh | 3:05 |
| 10.   | "VERDEN VENDER"                      | Nicki Pooyandeh | 3:01 |
| 11.   | "MONEY MOVES"                        | Nicki Pooyandeh | 2:45 |
| 12.   | "NO GAMES"                           | Nicki Pooyandeh | 2:17 |
| 13.   | "FRENCH CONNECTION" (featuring Daks) | Nicki Pooyandeh | 3:07 |
| 14.   | "MOTIVATION"                         | Nicki Pooyandeh | 2:40 |
| 39:26 |                                      |                 |      |